# Rivière aux Iroquois
Pour les articles homonymes, voir Iroquois (homonymie).
La rivière aux Iroquois est un affluent du lac Saint-Jean, coulant la municipalité de Sainte-Hedwidge et de Saint-Prime, dans la municipalité régionale de comté (MRC) du Domaine-du-Roy, dans la région administrative de Saguenay–Lac-Saint-Jean, dans la province de Québec, au Canada.
La partie supérieure de la vallée de la rivière aux Iroquois est desservie par le chemin de la Lièvre, le chemin du Lac-à-la-Loutre et le chemin de la Rexfor; la partie intermédiaire, par le chemin du Lac-du-Dix, le chemin du 9e rang et le chemin du 8e rang; la partie inférieure par le chemin du 3e rang, la route Marcel-Auclair et la rue Principale.
La sylviculture constitue la principale activité économique de la partie et intermédiaire de cette vallée; l'agriculture, dans la partie inférieure.
La surface de la rivière aux Iroquois est habituellement gelée du début de décembre à la fin mars, sauf les zones de rapides; toutefois la circulation sécuritaire sur la glace se fait généralement de la mi-décembre à la mi-mars.[réf. nécessaire]

## Géographie
La rivière aux Iroquois tire sa source du lac aux Iroquois (longueur: 1,6 km; altitude: 371 m) dans Sainte-Hedwidge. Ce lac difforme comporte deux parties séparées par une presqu'île qui se font face: l'une de 0,6 km rattachée à la rive nord et l'autre de 0,13 km, rattachée à la rive sud. L'embouchure du lac aux Iroquois est située à:
- 6,4 km à l'ouest du cours de la rivière Ouiatchouaniche;
- 15,4 km au sud-ouest du centre du village de Sainte-Hedwidge;
- 28,2 km au sud-ouest de l'embouchure de la rivière aux Iroquois[3].

À partir de l'embouchure du Lac aux Iroquois, la rivière aux Iroquois coule sur 48 km avec une dénivellation de 270 m, selon les segments suivants:
- 10,5 km généralement vers le nord, en formant de nombreux et très petits serpentins, en recueillant trois ruisseaux (venant de l'ouest), trois autres (venant de l'est) et la décharge (venant de l'est) du Lac à la Loutre, jusqu'à la décharge (venant du sud-ouest) du Lac aux Outardes;
- 5,4 km vers le nord-ouest en formant plusieurs petits serpentins, puis tournant vers l'ouest, jusqu'à la décharge (venant du sud) du Lac de la Savane;
- 4,2 km vers le nord en contournant une montagne par le côté ouest, puis courbant vers le nord-est, jusqu'à la décharge (venant du nord) du Lac du Dix;
- 8,2 km d'abord vers l'est, puis vers le nord en formant de nombreux petits serpentins et traversant plusieurs séries de rapides en fin de segments, jusqu'à la confluence du Deuxième bras des Iroquois;
- 14,6 km vers le nord d'abord en zone forestière dans une vallée encaissée, en zigzaguant en entrant dans la plaine, puis entrant agricole en formant de nombreux serpentins, jusqu'à un coude de rivière;
- 5,1 km vers l'est en serpentant grandement en zone agricole, en coupant la route 169 (rue Principale de Saint-Prime), en recueillant le ruisseau Perron (venant du sud) et en coupant le chemin de fer en fin de segment, jusqu’à son embouchure[3].

La rivière aux Iroquois se déverse sur la rive sud-ouest du lac Saint-Jean. Cette confluence est située entre les villages de Saint-Prime et de Pointe-Bleue, soit à:
- 7,8 km à l'ouest du centre du village de Pointe-Bleue;
- 1,0 km au nord du centre du village de Saint-Prime;
- 12,6 km au nord-ouest du centre-ville de Roberval[3].

À partir de l’embouchure de la rivière aux Iroquois, le courant traverse le lac Saint-Jean vers l'est sur 42,5 km vers le nord-est, emprunte le cours de la rivière Saguenay (via la Petite Décharge) sur 172,3 km vers l'est jusqu’à Tadoussac où il conflue avec l’estuaire du Saint-Laurent.
La superficie du bassin versant de la rivière aux Iroquois fait 204,6 km2.

## Toponymie
Le toponyme "rivière aux Iroquois" est lié à celui du lac de tête et celui du bras principal désigné "Deuxième bras aux Iroquois".
Le toponyme « rivière aux Iroquois » a été officialisé le 5 décembre 1968 à la Banque des noms de lieux de la Commission de toponymie du Québec.